# Вондзин (Вармінсько-Мазурське воєводство)
Вондзин (пол. Wądzyn, нім. Wansen) — село в Польщі, у гміні Домбрувно Острудського повіту Вармінсько-Мазурського воєводства.
Населення — 120 осіб (2011).

## Демографія
Демографічна структура станом на 31 березня 2011 року:
|          | Загалом | Допрацездатний вік | Працездатний вік | Постпрацездатний вік |
| -------- | ------- | ------------------ | ---------------- | -------------------- |
| Чоловіки | 69      | 20                 | 43               | 6                    |
| Жінки    | 51      | 8                  | 32               | 11                   |
| Разом    | 120     | 28                 | 75               | 17                   |